# مسجد نو
مسجد نو (بالفارسية: مسجد نو) هو مسجد تاريخي يعود إلى سنة 590 هجري، ويقع في شيراز.